# Victor Gollancz
Victor Gollancz, född 9 april 1893 i Maida Vale, London, död 8 februari 1967 i London, var en brittisk författare och förläggare av judiskt ursprung. Han var brorson till Israel och Hermann Gollancz.

## Biografi
Gollancz var son till en juvelerare och fick sin utbildning vid St. Paul's School i London och tog sin examen på klassiska grenen vid New College i Oxford. Han började därefter arbeta som lärare.
År 1915 rekryterades Gollancz till militärtjänst, dock utan att få någon aktiv tjänstgöring, utan överfördes till Repton School Junior Officers Training Corps. Han visade sig vara en inspirerande lärare och introducerade undervisningen i samhällskunskap. 
År 1917 blev Gollancz involverad i Reconstruction Committee, en organisation som gjorde planer för efterkrigstidens England. Där träffade han Ernest Benn, som anlitade honom för arbete i sitt förlag Ernest Benn Limited. Efter att ha startat med tidskrifter, gav Gollancz ut en serie av konstböcker, för att sedan fortsätta med romanförfattare.
Gollancz startade 1927 ett eget förlag, Victor Gollancz Ltd, där han publicerade pacifistisk och socialistisk facklitteratur samt, från mitten av 1930-talet, ett urval av samtida skönlitteratur med författare som Elisabeth Bowen, Daphne du Maurier och Franz Kafka. Han var också en av grundarna av den första bokklubben i Storbritannien, Left Book Club.
Han framträdde som en av de ledande vänsterradikala opinionsbildarna under mellankrigstiden och gjorde avsevärda insatser för att avslöja nazismen och senare för att hjälpa nazisternas offer. Han drev även en kampanj mot dödsstraffet.